# 可孚医疗
可孚医疗科技股份有限公司（深交所：301087），简称可孚医疗，是中华人民共和国的一家医疗器械生产企业，成立於2009年，总部位于湖南省长沙市。

## 歷史
公司创始人张敏于2000年开始创业，作为家用医疗器械产品的代理商，初期代理品类包括血压计、轮椅、卫生耗材、拔罐器等。2005年起业务向湖南省外发展，经营产品逐步形成了涵盖家用医疗器械全品类的产品系列。2007年11月，张敏在湖南、浙江、湖北、广西等省份开设医疗器械专卖店以及医疗器械仓储式大卖场模式，成立“好护士”公司，建立直营零售渠道。2009年，张敏创立“可孚”品牌，同时成立公司前身“湖南可孚医疗科技发展有限公司”，开始从代理销售转为自主品牌经营与代理相结合:41、50、119。
2010年至2017年，张敏、聂娟夫妇新设或收购了杭州每文、湖南雅健、广州森合、武汉科诚、山东怡源、可孚用品、长沙倍达、贵州每文等公司，并以“可孚”“科源”“好护士”品牌为核心进行运营:50。2017年，可孚开始业务进行全面整合。其中，作为仓储大卖场运营主体的湖南科源以股权收购方式取得广州森合、武汉科诚、山东怡源、杭州每文、贵州每文的股权；好护士以股权收购方式取得长沙健诺全部股权；可孚通过股权收购方式收购湖南科源、好护士、湖南雅健、可孚用品、长沙倍达全部股权:51-54。
2019年12月26日，该公司改制为股份有限公司:46。2020年1月，可孚医疗收购珠海橡果电子科技有限公司（隶属橡果国际，拥有“氧立得”品牌），以此完善制氧机产品线:766。2019冠状病毒病疫情期间，可孚医疗向湖南省内供应了大量红外线体温计和口罩，并向湘雅医院、省工信厅捐赠价值400多万元的紧急防疫物资。此后也承接了大量外地政府防疫抗疫物资的生产订单。为急需生产物资，公司从长沙银行银德支行取得1500万元专项贷款。同年11月，入选工信部第二批专精特新“小巨人”企业名单。
2021年10月25日，可孚医疗在深圳证券交易所创业板上市，上市募集资金37.236亿元，打破了湖南省历史以来首次发行募集资金最多的民营企业，以及湖南省在深圳上市的企业首次发行上市募集资金最多的纪录。上市后不久，可孚医疗宣布相继以自有资金收购吉芮医疗约54.05%股权，以及橡果贸易100%股权。橡果贸易主要运营背背佳系列矫姿产品，可孚医疗的收购目的是为了进一步丰富公司康复类产品的品类，收购完成后“背背佳”作为康复辅具类产品的子品牌，将联合高校医学院、大型三甲医院等医疗机构，对产品进行专业的临床学术研究及产品升级开发，打造以医疗科技为基础的矫姿、塑形、理疗及可穿戴医疗监测系列产品。2019年及2020年，橡果贸易已连续两年亏损。

## 子公司
截至2022年12月31日，可孚医疗拥有如下子公司:173：
制造业务
- 湖南可孚医疗设备有限公司
- 长沙倍达医疗科技有限公司
- 珠海橡果电子科技有限公司
- 湖南可孚听力技术有限公司
- 吉芮医疗器械（上海）有限公司54.05%
- 深圳可孚生物科技有限公司

贸易业务
- 湖南科源医疗器材销售有限公司
- 湖南好护士医疗器械连锁经营有限公司
- 湖南可孚医疗用品有限公司
- 湖南雅健医疗器械有限公司
- 湖南健耳听力助听器有限公司
- 湖南可孚医疗健康管理有限公司
- 橡果贸易(上海)有限公司

其他业务
- 湖南可孚芯驰医疗科技有限公司51%
- 江苏吉芮医疗科技有限公司
- 长沙医疗器械检验检测研究院有限公司
- 四川鲤响健康科技有限责任公司

## 业务

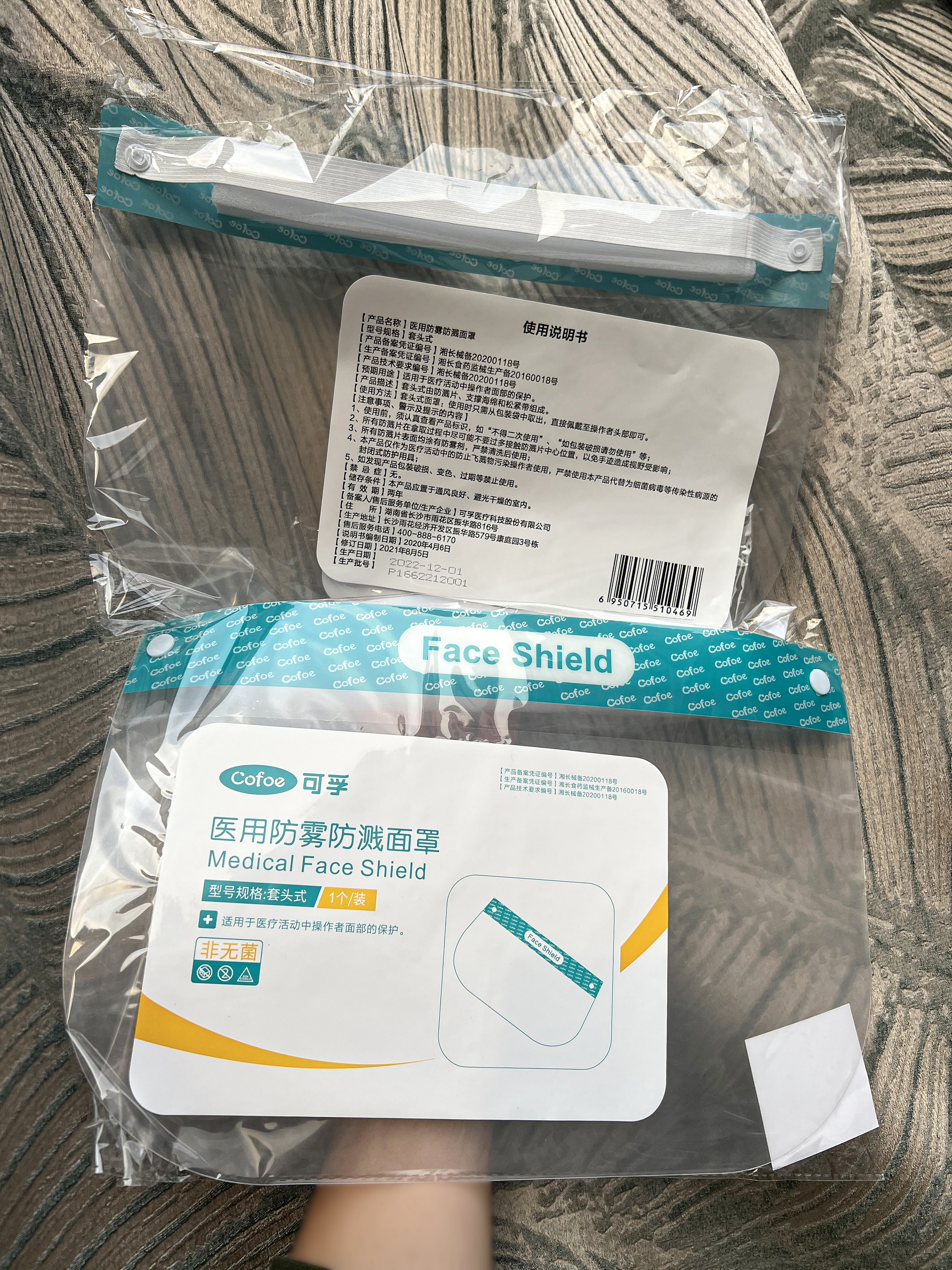
可孚医用防雾防溅面罩

可孚医疗以“全生命周期个人健康管理领先企业”为定位，拥有“健康监测、康复辅具、呼吸支持、医疗护理、中医理疗”五大领域的产品线，实现各年龄层、全部消费群体的全覆盖。可孚医疗拥有3个研发中心、5个生产基地，在中国大陆拥有430多家线下自营门店，与70余家连锁药店百强企业建立了业务合作，在主流电商平台自主运营82家店铺；国际市场方面，可孚产品销往全球20多个国家和地区，在美国、英国、澳大利亚、俄罗斯均设有仓储中心。可孚医疗的生产模式以自主生产为主，但仍有少量产品采取委托生产形式:157。近年来该公司加大研发投入，在2020年迅速完成了体温计核心技术红外热电堆传感器的自主研发，并实现完全自主生产。

### 产品线
可孚医疗于不同领域的主要产品如下:12-13：
- 健康监测：血糖系统、尿酸系统、血压计、血氧仪、红外线体温计、胃幽门螺杆菌快速检测试纸、早孕检测试纸、胎心仪、听诊器、电子体重秤
- 康复辅具：轮椅、代步车、护理床、移位机、医用牵引椅、听力计、助听器、助行器、腋下拐、手杖、坐厕椅、防褥疮垫、康复护具、静脉曲张袜
- 医疗护理：敷贴敷料、造口袋、口罩、手套、医用防护服、纱布绷带、棉球/棉签/棉片、消毒产品、口腔护理
- 呼吸支持：呼吸机、制氧机、氧立得手提便携式制氧器、氧气袋、雾化器、鼻腔护理
- 中医理疗：理疗仪、按摩器、艾叶及制成品、温灸产品、拔罐器、刮痧板

## 争议
可孚医疗在上市前，因招股书披露的对赌协议内容引发争议。招股书显示，2020年6月，可孚医疗控股股东、实际控制人等与上述投资方签署了对赌协议之终止协议，各方同意终止对赌协议，并约定了若公司中止或放弃上市计划，或者公司上市申请被否决，或者公司上市申报材料被撤回，则对赌协议的效力即自行恢复:10。另外该公司同时涉及专利纠纷。招股书披露的信息显示，2017年至2020年上半年，可孚医疗委托永康市锦康保健器材厂生产真空拔罐器并授权其在产品上使用“可孚”商标。2020年1月17日，原告苏州医疗用品厂有限公司认为永康市锦康保健器材厂、可孚医疗侵犯专利权，遂向法院起诉要求被告永康市锦康保健器材厂、可孚医疗停止生产、销售、许诺销售侵犯原告专利权的产品并销毁涉案生产模具、设备和库存产品，并请求判令两被告赔偿原告经济损失等合计150万元。上述案件于2020年12月10日开庭审理。2021年5月21日，浙江省杭州市中级人民法院判决可孚医疗立即停止生产、销售、许诺销售侵权产品，并销毁库存侵权产品，并赔偿原告苏州医疗用品厂有限公司16万元人民币，被告永康市锦康保健器材厂对其中8万元承担连带赔偿责任，由可孚医疗负担3,755元案件受理费:850。
此外，可孚医疗委托其他公司生产的产品曾多次检出不合格被处罚，其产品质量存在质疑，也曾有产品召回的记录。其电商平台直营店铺也涉嫌虚假宣传，主要涉及数据矛盾的问题。可孚医疗称，上述差异由于“披露时间口径不一的原因所致”。